# Luis Pedro Cavanda
Luis Pedro Cavanda (Luanda, 2 januari 1991) is een Belgische voetballer die bij voorkeur als offensief ingestelde rechtsback speelt. Hij stroomde in 2010 door vanuit de jeugd van Lazio Roma. In 2015 verruilde hij deze club om te gaan spelen in Turkije bij Trabzonspor. Er werd een bedrag genoemd van omtrent 2 miljoen euro. Tijdens het seizoen 2017/18 werd Cavanda door Galatasaray SK verhuurd aan Standard Luik.

## Carrière
Lazio Roma nam Cavanda in 2007 over uit de jeugd van Standard Luik, dat daarvoor voor €20.000,- ontving. Drie jaar later maakte hij zijn debuut in het eerste elftal van de club. In 2009 kreeg hij zijn eerste speelminuten in de Europa League, tegen Levski Sofia. Op 29 augustus 2010 maakte hij zijn debuut in de Serie A. In 2011 werd Cavanda verhuurd aan Torino FC, op dat moment actief in de Serie B. Hij kwam hier tot drie wedstrijden. In 2012 werd hij verhuurd aan AS Bari, dan actief in de Serie B. Hier speelde hij acht wedstrijden. In september 2013 maakte hij in de wedstrijd tegen Chievo Verona zijn eerste doelpunt op het hoogste niveau.
In het seizoen 2015/16 werd Cavanda verkocht aan Trabzonspor. Na een goed seizoen maakte hij de overstap naar de Turkse topclub Galatasaray, dat 1,8 miljoen euro voor hem op tafel legde. De grote doorbraak bleef echter door, en dus werd Cavanda een jaar later al verhuurd aan zijn jeugdclub Standard. Op het einde van het seizoen 2017/18 nam Standard hem definitief over voor 2,4 miljoen euro. In zijn eerste twee seizoenen kwam hij veel aan spelen toe bij de Luikenaars, maar in september 2019 werd de verdediger naar de B-kern gestuurd. Op 7 mei 2020 werd bekendgemaakt dat zijn contract in onderling overleg was verbroken en hij op zoek mocht naar een nieuwe club. Na anderhalf jaar zonder club te hebben gezeten tekende hij in mei 2022 een contract bij de Zwitserse tweedeklasser Neuchâtel Xamax FCS.

## Statistieken[5]
| Seizoen        | Club            | Land             | Competitie         | Competitie | Competitie | Beker | Beker | Internationaal | Internationaal | Totaal | Totaal |
| Seizoen        | Club            | Land             | Competitie         | Wed.       | Dlp.       | Wed.  | Dlp.  | Wed.           | Dlp.           | Wed.   | Dlp.   |
| -------------- | --------------- | ---------------- | ------------------ | ---------- | ---------- | ----- | ----- | -------------- | -------------- | ------ | ------ |
| 2009/10        | SS Lazio        | Vlag van Italië  | Serie A            | 0          | 0          | 0     | 0     | 1              | 0              | 1      | 0      |
| 2010/11        | SS Lazio        | Vlag van Italië  | Serie A            | 3          | 0          | 2     | 0     | —              | —              | 5      | 0      |
| 2010/11        | → Torino FC     | Vlag van Italië  | Serie B            | 3          | 0          | 0     | 0     | —              | —              | 3      | 0      |
| 2011/12        | SS Lazio        | Vlag van Italië  | Serie A            | 1          | 0          | 1     | 0     | 1              | 0              | 3      | 0      |
| 2011/12        | → AS Bari       | Vlag van Italië  | Serie B            | 8          | 0          | 0     | 0     | —              | —              | 8      | 0      |
| 2012/13        | SS Lazio        | Vlag van Italië  | Serie A            | 14         | 0          | 3     | 0     | 7              | 0              | 24     | 0      |
| 2013/14        | SS Lazio        | Vlag van Italië  | Serie A            | 19         | 1          | 2     | 0     | 7              | 0              | 28     | 1      |
| 2014/15        | SS Lazio        | Vlag van Italië  | Serie A            | 16         | 0          | 2     | 0     | —              | —              | 18     | 0      |
| 2015/16        | Trabzonspor     | Vlag van Turkije | Süper Lig          | 25         | 0          | 1     | 0     | —              | —              | 26     | 0      |
| 2016/17        | Galatasaray SK  | Vlag van Turkije | Süper Lig          | 7          | 0          | 6     | 0     | —              | —              | 13     | 0      |
| 2017/18        | → Standard Luik | Vlag van België  | Jupiler Pro League | 29         | 1          | 4     | 0     | —              | —              | 33     | 1      |
| 2018/19        | Standard Luik   | Vlag van België  | Jupiler Pro League | 20         | 1          | 1     | 0     | 5              | 0              | 26     | 1      |
| 2019/20        | Standard Luik   | Vlag van België  | Jupiler Pro League | 0          | 0          | 0     | 0     | 0              | 0              | 0      | 0      |
| Carrière total | Carrière total  | Carrière total   | Carrière total     | 145        | 2          | 22    | 0     | 21             | 0              | 188    | 2      |

Bijgewerkt t.e.m. 17 februari 2020.

## Internationaal
In oktober 2015 werd Cavanda voor het eerst opgeroepen voor het Belgisch voetbalelftal voor de EK-kwalificatiewedstrijden tegen Andorra en Israël. In zijn eerste wedstrijd tegen Andorra op 15 oktober 2015 mocht hij in de eenentachtigste minuut invallen voor Thomas Meunier. In de tweede wedstrijd van het tweeluik bleef Cavanda een volledige wedstrijd op de bank.
Cavanda behaalde tot op heden 2 caps voor de nationale ploeg.

## Interlands
| Interlands van Luis Pedro Cavanda voor België | Interlands van Luis Pedro Cavanda voor België | Interlands van Luis Pedro Cavanda voor België | Interlands van Luis Pedro Cavanda voor België | Interlands van Luis Pedro Cavanda voor België | Interlands van Luis Pedro Cavanda voor België |
| №                                             | Datum                                         | Wedstrijd                                     | Uitslag                                       | Soort Wedstrijd                               | Doelpunten                                    |
| Als speler van Trabzonspor                    | Als speler van Trabzonspor                    | Als speler van Trabzonspor                    | Als speler van Trabzonspor                    | Als speler van Trabzonspor                    | Als speler van Trabzonspor                    |
| --------------------------------------------- | --------------------------------------------- | --------------------------------------------- | --------------------------------------------- | --------------------------------------------- | --------------------------------------------- |
| 1.                                            | 10 oktober 2015                               | Andorra – België                              | 1 – 4                                         | EK-kwalificatie 2016                          | -                                             |
| Als speler van Galatasaray SK                 |                                               |                                               |                                               |                                               |                                               |
| 2.                                            | 13 november 2016                              | België – Italië                               | 3 – 1                                         | Vriendschappelijk                             | -                                             |
| Totaal                                        | Totaal                                        | Totaal                                        | Totaal                                        | Totaal                                        | 0                                             |

Bijgewerkt t.e.m. 17 februari 2020.

## Erelijst
Lazio Roma
- Coppa Italia

2012/13
 Galatasaray SK
- Turkse supercup

2016/17
 Standard Luik
- Beker van België

2017/18